# Барановский, Владислав
Владислав Барано́вский (пол. Władysław Baranowski) (27 июня 1885, Лемберг — конец 1939, Париж) — польский государственный деятель, дипломат. Посол Польши при Высокой Порте в Стамбуле.

## Биография
Родился 27 июня 1885 года в Лемберге, как назывался Львов в тот период (находился в составе Австро-Венгрии и был тогда столицей отдельной крупной австрийской провинции Королевства Галиции и Лодомерии). Сын Мечислава Барановского — львовского педагога и образовательного деятеля, который был женат на уроженке Венеции Джованне Заретин (Giovanny Zaretin). Благодаря матери он свободно владел итальянским и французским языками. Родители хотели, чтобы он получил музыкальное образование и стал музыкантом, как и другие члены семьи. После окончания гимназии в Лемберге он поехал в Неаполь по музыкальной стипендии, учился игре на скрипке. Затем работал в парижской оперетте. В 1907 году вернулся в Польшу, где окончил с отличием Краковскую консерваторию. Несколько лет играл в симфоническом оркестре в Кракове, а затем в оперном оркестре Львовского Большого городского театра.
В 1910—1914 годах он изучал польскую литературу в Императорском Варшавском университете, где познакомился с Зофьей Налковской, сыгравшей важную роль в его личной жизни. В то время им были написаны политические статьи для «Gazeta Wieczorna» во Львове, литературные обзоры для варшавских «Echo Literacko-Artystyczny», а также обзоры варшавских театров для «Tygodnik Polski» и «Krytyki» в Кракове.
В августе 1914 года он вступил в Польские легионы и вскоре был ранен. После выздоровления был направлен в военное управление Верховного национального комитета (ВНК). В октябре 1914 года он предложил Станиславу Коту, руководителю пресс-службы Департамента, проект по развитию пропаганды независимости Польши в нейтральных странах, в первую очередь в Италии. Проект был одобрен Михалом Сокольницким и одобрен Президиумом ВНК. В начале 1915 года Барановский был отправлен в Италию в качестве представителя ВНК. До сентября 1915 года он руководил агентством печати в Милане, редактировал журнал «Ecca della Stampa Polacca» и организовывал Польские комитеты в Милане, Турине, Флоренции и Генуе.
В сентябре 1915 года переехал в Швейцарию, где стал главой пресс-службы ВНК в Берне, а затем — до декабря 1916 года, был директором Польской пресс-службы, входившей в состав Бернской миссии ВНК.
После Заявлении 5 ноября вернулся в Польшу и после личной беседы с Юзефом Пилсудским (20 декабря 1916 г.) в течение следующих нескольких лет был его личным эмиссаром  и помощником. С 1917 года он возглавлял пресс-службу Польши в Женеве и редактировал журнал «L'Echo de Varsovie».
Он организовал кампанию во французской прессе перед официальным визитом Юзефа Пилсудского в Париж в феврале 1921 года с целью заключения польско-французского союза. С 20 апреля 1921 года он был послом Польши в Османской империи и выполнял эту миссию до апреля 1923 года.
В период личной чистки, проведенной министром иностранных дел Марианом Сейдой и его преемником Романом Дмовски, 1 декабря 1923 года он был удален из министерства иностранных дел по решению Дмовского. После подачи апелляции в Административный трибунал, был возвращён на дипломатическую службу и был назначен послом в Болгарии; занимал этот пост в Софии с 13 мая 1925 года по 27 июня 1930 года. В конце июня 1930 года он был назначен посланником Республики Польша в Тегеране, но не принял принять новую должность и некоторое время работал в главном управлении МИД; 1 июня 1931 года был уволен, а 30 ноября 1931 года вышел в отставку.
Опубликовал свои воспоминания о встречах с Юзефом Пилсудским (Rozmowy z Piłsudski. — Warszawa,, 1938).
Умер в Париже в конце 1939 года, предположительно в результате самоубийства.